# Roupala dielsii
Roupala dielsii är en tvåhjärtbladig växtart som beskrevs av Macbride. Roupala dielsii ingår i släktet Roupala och familjen Proteaceae. Inga underarter finns listade i Catalogue of Life.